# 바르톨로메오 암만나티

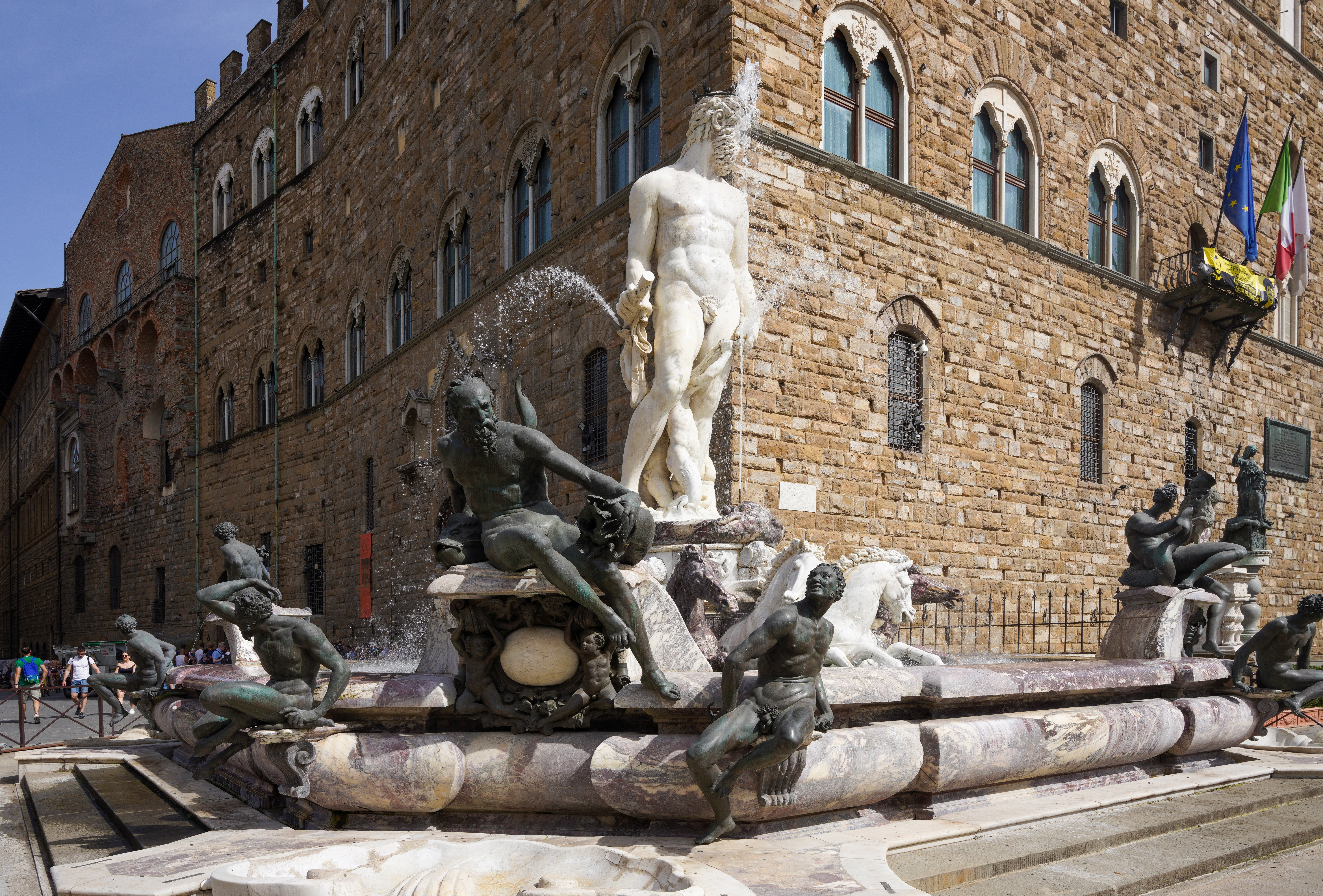
이탈리아 피렌체의 시뇨리아 광장에 위치한 넵투누스 분수 (Fontana del Nettuno)

바르톨로메오 암만나티(이탈리아어: Bartolomeo Ammannati, 1511년 6월 18일~1592년 4월 13일)는 이탈리아의 건축가, 조각가이다. 바초 반디넬리와 야코포 산소비노 (베네치아 산마르코 성당의 부속 시설인 국립 마르차나 도서관의 설계를 돕기도 하였다) 밑에서 수학했고 미켈란젤로의 스타일을 상하게 모방했다.
피렌체 인근 세티냐노 출신인 그는 조각보다는 건축 분야에서 더 유명하였다. 그는 빌라 줄리아 설계 그리고 루카에서의 작업 등에서 비뇰라 그리고 바사리 등과 로마에서 협업하였다. 그는 1558년–1570년 기간, 피티궁의 재단장과 증축 작업을 맡았으며, 정교한 파사드가 있는 부속 건물 세 채, 보볼리 정원의 원형 극장으로 이어지는 낮은 포르티코 등으로 이뤄진 안뜰을 제작했다. 그의 설계는 피티궁의 주 파사드의 외관을 모방했다. 그는 또한 1563년에 코시모 1세 공작이 세운 피렌체의 아카데미아 델레 아르티 델 디세뇨의 대표로 지명되었다.

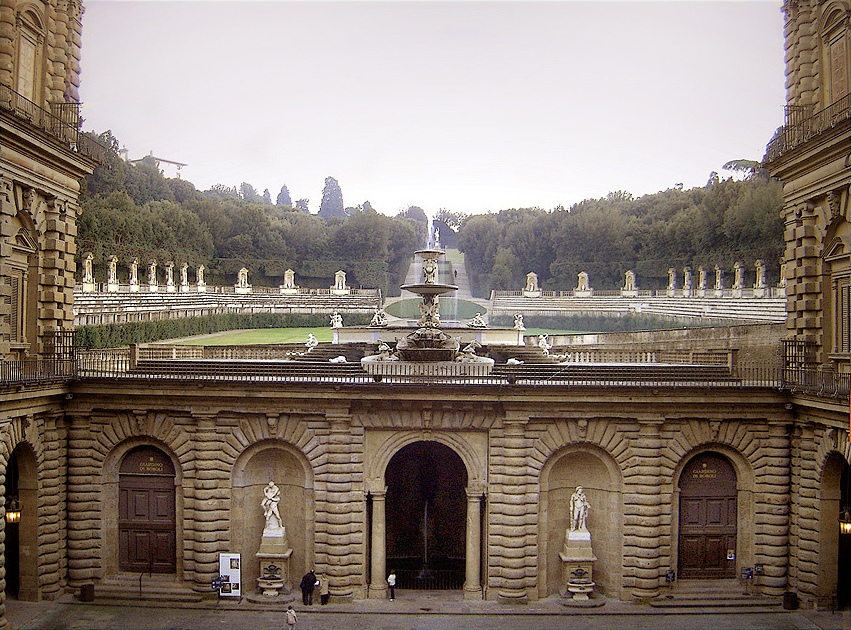
피티궁의 암만나티 안뜰 모습

1569년에, 암만나티는 아르노강을 가로지르는 산타 트리니타 다리 건설을 의뢰받았다. 이 다리의 세 개 아치는 아주 가볍고 우아함에도, 타원형이며, 아르노강의 범람이 각각 다른 아르노강의 다리에 피해를 입혔을 때도 남아있다. 산타 트리니타 다리는 제2차 세계대전 중인 1944년에 파괴되었다가, 1957년에 재건되었다.
암만나티는 피렌체 중심부의 시뇨리아 광장 눈에 띠는 곳에 위치한 넵투누스 분수의 매너리즘 방식의 모범으로 평가받는 조각상들을 설계했다. 이 설계 업무는 본래 노년의 바르톨로메오 반디넬리에게 주어졌으나, 반디넬리가 사망하면서, 암만나티의 설계가 벤베누토 첼리니와 빈첸초 단티의 설계안을 이기고 의뢰를 얻어냈다. 1563년 그리고 1565년부터, 암만나티 그리고 잠볼로냐를 포함한 그의 조수들은 반디넬리가 고른 대리석 원석에 조각을 했었다. 그는 넵투누스 조각상 얼굴의 모델로 코시모 1세 대공을 사용하였다. 이 조각상은 피렌체의 해양 권력을 이루겠다는 코시모의 목표를 강조하기 위함이었다. 볼품 없었던 해양신의 조각상은 미켈란젤로의 다비드상이 보이는 곳에 있는 베키오궁의 구석에 배치되었으며, 당시 87세의 조각가가 아름다운 대리석 원석 하나를 망쳤다라고 하며 암만나티를 조롱했었다고 한다: "Ammannati, Ammanato, che bel marmo hai rovinato!" 암만나티는 분수 주변으로 기대고 있는 강의 신들과 비웃고 있는 사티로스를 나타내는 청동상, 물에서 뛰쳐나오는 말을 나타내는 대리석상 등 반신반인(半神半人)들의 조각상을 더하며 10년간 분수 작업을 이어나갔다.
1550년, 암만나티는 우아한 시인이자 재주 많은 여성인 라우라 바티페리와 혼인했다. 생애 말에 그는 반종교개혁에 영향을 받아 종교적 고비에 처하게 되었는데, 나체를 묘사한 그의 작품 때문에 유죄를 선고받게 되었고, 모든 재산들을 예수회에 넘기고 말았다.
1592년 피렌체에서 사망하였다.